# Hydrellia raffonei
Hydrellia raffonei is een vliegensoort uit de familie van de oevervliegen (Ephydridae). De wetenschappelijke naam van de soort is voor het eerst geldig gepubliceerd in 1989 door Canzoneri & Rampini.